# فاطمة سليم (سياسية)
فاطمة أحمد محسن سليم (مواليد 1 سبتمبر 1995 - )؛ إعلامية وسياسية مصرية، وعضوة مجلس النواب المصري. وقد عُدّت أصغر نائبة في مجلس الشعب بعد أن رُشحت عن «القائمة الوطنية من أجل مصر» في حزب الاصلاح والتنمية.

## المؤهلات العلمية
ولدت فاطمة في بني سويف، وهي خريجة كلية الإعلام جامعة أكتوبر للعلوم الحديثة والآداب. كما حازت عددًا من الدبلومات المختلفة، أبرزها في علم النفس والموارد البشرية، بعدها عملت في مجال الموارد البشرية في العديد من الشركات.

## العمل النيابي
ترشحت فاطمة في انتخابات مجلس النواب 2020 عن تنسيقية حزب الاصلاح والتنمية عن قطاع شمال ووسط وجنوب الصعيد.
وقد أدت اليمين الدستورية في برلمان 2021، عن «القائمة الوطنية من أجل مصر» بمحافظة المنيا، عن عمر يناهز 25 عاما، لتكون أصغر نائبة في البرلمان.

## العمل الإعلامي والسياسي
- مذيعة نشرات اخبارية في قناة الحدث اليوم.[4]
- انضمت في حزب الاصلاح والتنمية في عام 2018
- تعد  أحد المشاركين في حملة من اجل مصر.
- انضمت إلى لجنة الثقافة والآثار والإعلام في مجلس النواب .
- لها العديد من الأنشطة المتعلقة في مجال المرأة وحقوقها.